# Calophasidia lucala
Calophasidia lucala är en fjärilsart som beskrevs av Swinhoe 1902. Calophasidia lucala ingår i släktet Calophasidia och familjen nattflyn. Inga underarter finns listade i Catalogue of Life.